# Art Jackes
Art Jackes, född 26 juni 1924, död 10 november 2000, var en friidrottare från Kanada. Han deltog vid olympiska sommarspelen 1948.